# Eublemma angulata
Eublemma angulata là một loài bướm đêm trong họ Erebidae.